# Pedro de Madrazo

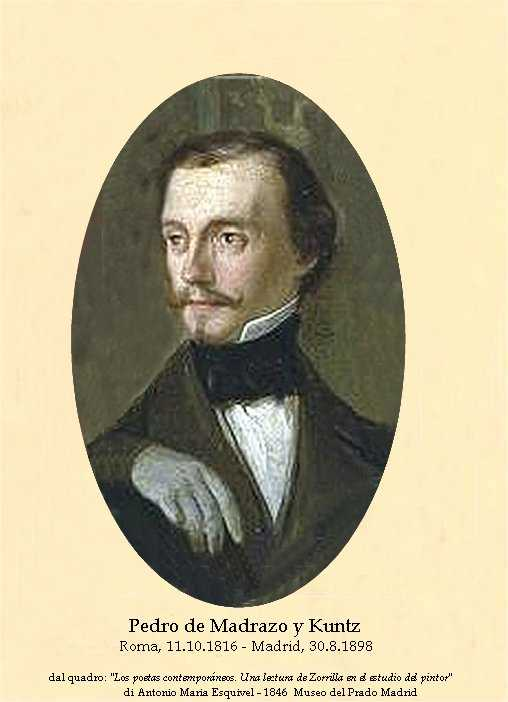
Pedro de Madrazo.

Pedro de Madrazo y Kuntz, född den 11 oktober 1816 i Rom, död den 20 augusti 1898 i Madrid, var en spansk målare och skriftställare. Han var son till José de Madrazo, bror till Federico och Luis de Madrazo samt farbror till Raimundo och Ricardo de Madrazo.
Madrazo skrev en del lyrik, som finns intagen i Ochoas Colección de los mejores autores españoles, men hans betydelse som författare ligger främst på konstkritikens område: Catàlogo descriptivo del Museo del Prado de Madrid (1872), El Museo de Madrid y las joyas de la pintura española med flera verk. Madrazo målade historiebilder och porträtt. Han var direktör för konstakademien och nationalmuseet i Madrid samt ledamot av Spanska akademien (1874).